# Wiebke Stuhrberg
Wiebke Stuhrberg (* 1989 in Oldenburg (Oldb)) ist eine deutsche politische Beamtin (Bündnis 90/Die Grünen). Seit August 2023 ist sie Staatsrätin beim Senator für Finanzen der Freien Hansestadt Bremen.

## Leben
Stuhrberg absolvierte von 2007 bis 2010 eine Ausbildung zur Hotelfachfrau im Hotel Adlon Kempinski in Berlin. Von 2010 bis 2013 studierte sie Cruise Industry Management an der Hochschule Bremerhaven. Sie schloss das Studium mit dem Bachelor of Arts ab. Von 2014 bis 2016 studierte sie Sustainability Economics and Management an der Carl von Ossietzky Universität Oldenburg. Sie schloss das Studium mit dem Master of Arts ab. Von 2016 bis 2018 war sie als Senior Associate bei KPMG in Frankfurt am Main tätig. Von 2018 bis 2021 war sie als Referentin bei Eurogate in Hamburg tätig. Von 2021 bis zu ihrer Ernennung zur Staatsrätin war sie Managerin und Prokuristin bei Ernst & Young in Hamburg.
Am 1. August 2023 wurde Stuhrberg zur Staatsrätin in der Bremer Senatsverwaltung für Finanzen ernannt. 
Stuhrberg lebt in Bremerhaven.